# Mashuna mashuna
Mashuna mashuna är en fjärilsart som beskrevs av Henry Trimen 1895. Mashuna mashuna ingår i släktet Mashuna och familjen praktfjärilar. Inga underarter finns listade i Catalogue of Life.